# George Robertson
George Islay MacNeill Robertson (Port Ellen (Islay (Schotland)), 12 april 1946) is een Brits politicus. Hij was van 1999 tot 2004 secretaris-generaal van de NAVO.
Robertson ging naar school op Dunoon Grammar School en studeerde economie aan de Universiteit van Dundee, waar hij in 1968 cum laude afstudeerde.
Hij begon zijn carrière in de vakbond voor de Schotse whisky-industrie tussen 1968 en 1978 bij de "General, Municipal and Boilermakers' Union" (GMB). In 1978 werd hij (voor Labour) in het Lagerhuis gekozen, en later nog vijf maal herkozen.
Hij werd onderstaatssecretaris voor de sociale dienst 1979, woordvoerder van de oppositie na de verkiezingen in 1979, eerst voor Schotse zaken, later voor defensie en buitenlandse zaken tot 1993. Hierna was hij voornaamste woordvoerder van de oppositie voor Schotland tot 1997.
In 1997 werd hij minister van defensie van het Verenigd Koninkrijk, wat hij bleef tot oktober 1999 toen hij Javier Solana opvolgde als secretaris-generaal van de NAVO en voorzitter van de Noord-Atlantische Raad. Op 24 augustus van dat jaar werd hij in de adelstand verheven en nam de titel aan van Baron Robertson of Port Ellen. In 2004 werd hij als secretaris-generaal van de NAVO opgevolgd door de Nederlander Jaap de Hoop Scheffer.
George Robertson is getrouwd en heeft drie kinderen.